# Tövissi Lajos
Tövissi Lajos (Hagymásbodon, 1927. február 15. – Bukarest, 2000. március 13.) erdélyi magyar közgazdász, gazdasági-statisztikai szakíró, egyetemi oktató, Tövissi Berta férje.

## Életútja, munkássága
A marosvásárhelyi Református Kollégiumban érettségizett. 1946–48 között a Bolyai Tudományegyetemen filozófia szakos hallgató, a Móricz Zsigmond Kollégium tagja. Tanulmányait ezután 1948–52 között a leningrádi Tervezési Intézet Statisztikai Karán folytatta. A bukaresti Közgazdasági Akadémián doktorált (1964).
A Központi Statisztikai Igazgatóságon kezdte pályáját igazgatóhelyettesi beosztásban (1953), a Közgazdasági Tanulmányi Akadémián adjunktus (1953–58), a Statisztikai Kar dékánja, egyetemi docens (1958–69), nyilvános rendes tanár (1969–2000). Kétszer volt a Közgazdasági Akadémia rektorhelyettese (1963–71, 1976–81); tíz éven át a gazdasági matematikai és kibernetikai tanszék vezetője (1966–76). Négy és fél évtizedes egyetemi oktatói pályafutása alatt elméleti, általános, ipari, beruházási és építőipari, termékminőség-ellenőrzési statisztikát, gazdasági matematikát, ökonometriát, gazdasági kibernetikát adott elő.
Egyetemi évei alatt néhány cikke az Utunkban jelent meg, később a Korunkban is publikált magyar nyelven. Bukarestbe kerülve, önállóan vagy társszerzőkkel több mint 30 egyetemi jegyzetet és tankönyvet írt. Román és külföldi szakfolyóiratokban több mint 500 közleménye, tanulmánya jelent meg. Főszerkesztője volt a Revista de Statistică (1955–57), főszerkesztő-helyettese a Studii şi Cercetări Economice (1964–75) folyóiratoknak.

## Kötetei (részben társszerzőkkel)
- Metode statistice de control al calităţii producţiei industriale (társszerző N. Rancu, Bukarest, 1957);
- Controlul statistic al producţiei (társszerző N. Rancu, Bukarest, 1958);
- Uzinele I. C. Frimu Sinaia (uo. 1958); Statistică matematică cu aplicaţii în producţie (Bukarest, 1963);
- Statistică teoretică (tankönyv, Bukarest, 1963);
- Analiza statistico-matematică a calităţii producţiei industriale (Bukarest, 1964);
- Statistica calităţii producţiei (tankönyv, Bukarest, 1967);
- Balanţa legăturilor dintre ramuri (Bukarest, 1969);
- Analiza economică multisectorială (Bukarest, 1976);
- Metode şi modele ale analizei economice structurale (Bukarest, 1979);
- Metode statistice, aplicaţii în producţie (Bukarest, 1982);
- Calitate şi fiabilitate. Manual practic (Bukarest, 1988).

## Társasági tagság
- Koós Ferenc Kör (Bukarest)